# Polimiàlgia reumàtica
La polimiàlgia reumàtica (PMR) és una síndrome amb dolor o rigidesa i debilitat muscular, generalment a les espatlles i els malucs, però també als braços i coll; però que pot afectar tot el cos. Aquesta clínica pot aparèixer ràpidament, o pot ser més gradual. La majoria de les persones amb PMR es desperten al matí amb dolor als músculs; no obstant això, s'han produït casos en els quals la persona ha desenvolupat el dolor durant les nits o té dolor i rigidesa durant tot el dia. Les persones que tenen polimialgia reumàtica també poden tenir arteritis temporal, una inflamació de vasos sanguinis a la cara que pot causar ceguesa si no es tracta ràpidament. El dolor i la rigidesa poden donar lloc a una disminució de la qualitat de vida i pot conduir a la depressió.
La polimiàlgia reumàtica sovint es veu en associació amb l'arteritis temporal. Es pensa que és desencadenada per una malaltia viral o bacteriana o trauma d'algun tipus, però la genètica també hi juga un factor. Així, l'etiologia és molt complexa. Les persones d'ascendència nord-europea tenen un major risc. No hi ha cap prova de laboratori definitiu, però sempre apareix una velocitat de sedimentació globular (VSG) i una proteïna C-reactiva (PCR) elevades. L'edat és un factor important (falta referència, l'entrada en castellà aporta informació).
La PMR respon ràpidament i eficaç als glucocorticoides per via oral. La majoria dels pacients necessita continuar el tractament amb glucocorticoides durant dos o tres anys. La PMR de vegades es resol en un any o dos, però els medicaments i les mesures d'autocura poden millorar la taxa de recuperació.
La PMR es va establir per primer cop com una malaltia diferent el 1966 per una sèrie de 11 pacients a l'hospital Mount Sinai de Nova York. Pren el seu nom de la paraula grega Πολυμυαλγία "polimiàlgia" que significa "dolor en molts músculs".